# Первичное публичное предложение
Первичное публичное предложение, первичное публичное размещение, IPO ([ай-пи-о], также редко [ипо́]; от англ. Initial Public Offering) — первая публичная продажа акций акционерного общества, в том числе в форме продажи депозитарных расписок на акции, неограниченному кругу лиц. Продажа акций может осуществляться как путём размещения дополнительного выпуска акций путём открытой подписки, так и путём публичной продажи акций существующего выпуска.
В процессе подготовки к IPO компания обычно становится публичной — существенно меняет отчётность в сторону открытости и прозрачности.

## Классификация
По процедуре первоначального публичного предложения акций (IPO) инвесторам могут быть предложены акции дополнительного и (или) основного выпусков:
- PPO (англ. Primary Public Offering) — первичное публичное предложение акций основного выпуска (акции были выпущены ранее и часть из них уже принадлежат существующим акционерам) неограниченному кругу лиц. Является «классическим» вариантом IPO.
- SPO (англ. Secondary Public Offering) — вторичное публичное предложение акций дополнительного (нового) выпуска неограниченному кругу лиц.
- Follow-on («доразмещение»). Очередное предложение дополнительного выпуска акций компании неограниченному кругу лиц. Акции компании уже обращаются на бирже.

Следует отличать IPO от PO (англ. Public Offering) — публичное предложение акций компании на продажу широкому кругу лиц. При этом подразумевается, что акции компании уже обращаются на бирже. В процессе проведения публичного предложения акций (PO) инвесторам могут быть предложены акции дополнительного или основного выпусков.
В российской практике под названием IPO иногда подразумеваются и размещения на вторичном рынке пакетов акций (например, публичная продажа пакетов акций действующих акционеров широкому или ограниченному кругу инвесторов).

## Цель проведения IPO
Существует несколько основных целей проведения IPO, приоритет которых может отличаться в зависимости от конкретного случая:
- Относительно недорогое привлечение капитала в компанию: продажа собственных акций позволяет получить средства на неограниченный срок без предоставления обеспечения (залога) и с минимальными ограничениями по целевому использованию.
- Расширение круга инвесторов диверсифицирует источники финансирования.
- Наличие торгуемых на рынке акций позволяет быстро и самостоятельно получить текущую стоимость компании, что может использоваться для оценки деятельности и мотивации менеджеров, а также упрощает операции по слиянию или обмену активами.
- Ликвидность корпоративных прав у акционеров после проведения IPO обычно резко повышается. Например, банки гораздо охотнее выдают кредиты под залог акций котируемых на бирже, чем акций, обращающихся только на внебиржевом рынке.

Для инвесторов IPO представляет собой достаточно рисковое мероприятие. При продаже слишком большого количества акций может ослабнуть механизм влияния на предприятие и управления им. Зачастую даже крупным компаниям сложно привлечь достаточное количество инвесторов, желающих поучаствовать в их IPO. Субъектам малого и среднего предпринимательства это сделать значительно сложнее.

## Этапы IPO
Отчуждение ценных бумаг эмитента в пользу приобретателей в результате сделанного первичного публичного предложения является заключительной стадией целого ряда действий и процедур, которые совершает эмитент с целью максимально эффективной продажи предлагаемых ценных бумаг на рынке. В общих чертах, IPO включает в себя следующие этапы:
- Предварительный этап — на данном этапе эмитент анализирует своё финансово-хозяйственное положение, организационную структуру и структуру активов, информационную (в том числе, финансовую) прозрачность, практику корпоративного управления и другие аспекты деятельности и стремится устранить выявленные слабости и недостатки, которые могут помешать ему успешно осуществить IPO.
- Подготовительный этап:
  - Выбирается торговая площадка, консультанты, брокеры, андеррайтеры, с которыми окончательно согласовывается план действий и конфигурация IPO.
  - Принимаются решения и выполняются процедуры (например, реализация акционерами преимущественного права покупки) и составляются пакеты документов для инвесторов, помогающие сделать оценку и принять решение: публичное объявление о размещении, проспект эмиссии ценных бумаг, инвестиционный меморандум, инвестиционная и дивидендная политика и т. п.
  - Запускается рекламная кампания (в том числе в формате «Дорожное шоу») с целью повышения интереса потенциальных инвесторов к предлагаемым ценным бумагам и ознакомления с условиями преобретения.
- Основной этап — сбор заявок на приобретение предлагаемых ценных бумаг, прайсинг (определение цены, если она не была оговорена заранее), удовлетворение заявок (аллокация) и подведение итогов публичного размещения.
- Завершающий этап (aftermarket) — начало обращения ценных бумаг и окончательная оценка эффективности состоявшегося IPO.

Как правило, первичное размещение акций проводится с привлечением:
- инвестиционных банков или инвестиционных компаний в качестве андеррайтеров (организаторов и гарантов размещения);
- консультантов для организаторов и/или эмитентов, в том числе специализированных агентств для PR/IR компании;
- аудиторских компаний.

## Показатели проведения IPO в мире
Настоящий бум IPO был связан с выходом на рынок «доткомов» в конце 90-х годов XX века — в рекордном 1999 году на рынок впервые вышли свыше 200 компаний, которые привлекли около 200 млрд долларов США. Это привело к формированию «пузыря доткомов» и последующему его краху, в результате чего индекс Nasdaq упал более чем на 70 % в октябре по сравнению с показателями марта 2000 года, когда он достиг исторического максимума. По некоторым оценкам, в 2000—2002 годах совокупная рыночная стоимость американских компаний упала на 5 трлн долларов.
В 2006 году во всём мире было проведено 1729 IPO на сумму 247 млрд долларов. В 2007 году ожидалось существенное превышение этого показателя. Лидерами по сумме сделок являются США и Китай.
За 2019 год на биржи США вышло 233 компании, а с января по конец ноября 2020 года более 400. За весь 2020 год было сделано первичных размещений на 300 млрд долларов. За первую половину 2021 года на IPO провели сделки на сумму 350 млрд.
В 2020 году в мире было проведено 1 363 IPO, в ходе которых привлечено 268 млрд долларов. В этом году в Северной и Южной Америке показатели IPO и выручка увеличились на 30 % и 78 % соответственно. В Азиатско-Тихоокеанском регионе количество сделок увеличилось на 20 %, выручка — на 45 %. Между тем количество сделок в развивающихся странах выросло на 7 %, а выручка снизилась на 43 % по сравнению с 2019 годом.
По данным Dealogic, из-за вторжения России на Украину, волатильности рынков и угрозы глобальной рецессии, за первые пять месяцев 2022 года объём средств привлеченных через IPO на биржах США и Европы упал на 90 % по сравнению с тем же периодом 2021 года. На IPO в этом году вышли 157 компаний, которые привлекли 17,9 млрд долларов. В прошлом — 628 компаний, которым удалось собрать 192 млрд.

### Крупнейшие IPO
1. Saudi Aramco — 29,4 млрд долларов (2019)[11]
2. Alibaba Group — 25 млрд долларов (2014)[12]
3. Agricultural Bank of China — 22,1 млрд долларов (2010)[13].
4. Industrial and Commercial Bank of China — 21,9 млрд долларов (2006)[14].
5. American International Assurance — 20,5 млрд долларов (2010)[15].
6. Visa Inc. — 19,7 млрд долларов (2008)[16].
7. Facebook — 18,4 миллиардов долларов (2012).[17]
8. General Motors — 18,1 млрд долларов (2010)[18].

## IPO в России

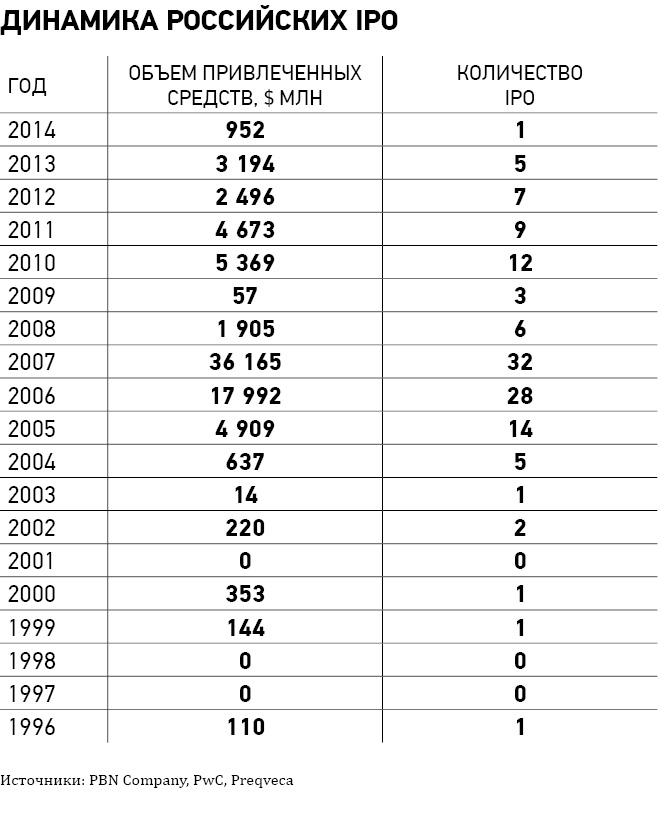

### Компании
Первой российской компанией, разместившей в 1997 году свои акции на Нью-Йоркской фондовой бирже (NYSE), стало ОАО «ВымпелКом» (торговая марка «Билайн»).
В 2004—2007 годах в России наблюдался взрывной рост числа IPO на российских и западных рынках. Среди лидеров были «Калина», «Иркут», «Седьмой континент», «Лебедянский», «ВТБ», «Арсагера» и другие. Рекордную сумму в 2006 году получила «Роснефть» (10,4 млрд долларов).
24 мая 2011 года состоялось IPO Российской интернет-компании «Яндекс». В ходе первой торговой сессии на американской бирже Nasdaq её акции прибавили в цене 55,4 %. По объёму привлеченных средств (1,3 млрд долларов) IPO «Яндекса» стало вторым среди интернет-компаний после Google, которая в 2004 году привлекла 1,67 млрд долларов США.
В 2014 году IPO провела сеть гипермаркетов «Лента» на Лондонской бирже, сумев привлечь 952 млн долларов.
В 2019 году HeadHunter получили на бирже NASDAQ 220 млн долларов.
В ноябре 2020 года IPO провёл ретейлер Ozon, что позволило компании привлечь 1,273 млрд долларов без учёта расходов. Танкерная компания «Совкомфлот» через Московскую биржу привлекла 550 млн долларов.
В первом квартале 2021 года на IPO российские компании привлекли 2,4 млрд долларов.
К октябрю 2021 года IPO провели: Segezha Group на Московской бирже (30 млрд рублей), Fix Price на Лондонской бирже (а также повторный листинг на Московской), сеть клиник «Европейский медицинский центр» на Московской бирже.
В конце 2021 года — начале 2022 на IPO планируют выйти: «Вкусвилл», Делимобиль, «Красное&Белое», Positive Technologies, Санкт-Петербургская биржа, «Циан».
25 апреля 2023 года Reuters сообщило, что российский биотехнологический стартап Genetico (дочерняя компания Института стволовых клеток человека) привлёк 178,8 млн рублей в ходе IPO на Московской бирже. Было продано 10 миллионов акций — 12 % от общего капитала компании.
О планах провести IPO на Московской бирже в 2024 — 2026 гг. заявляли компании «Всеинструменты.ру», «Дом.РФ», Sokolov, Skyeng, «Самолет Плюс», «Бери заряд!» и другие.

### Брокеры
В России доступ к российским или иностранным размещениям на биржах предлагают следующие компании:
- «ВТБ Мои Инвестиции», только к IPO российских компаний, которые проводятся на Московской бирже[53].
- «Т-Инвестиции»[54], доступен только клиентам с тарифом «Премиум».
- United Traders[55], IPO только американских компаний, преимущественно из технологического сектора[56].